# Allied Domecq
Allied Domecq était un groupe anglais spécialisé dans les spiritueux, mais également présent dans la restauration rapide. Fondé en 1994, il a été racheté par le français Pernod-Ricard et par l'américain Fortune Brands, qui se sont partagé ses activités en 2005 pour un montant total de 10,7 milliards d'euros. Ce rachat a notamment permis à Pernod-Ricard de se classer deuxième mondial derrière l'entreprise anglaise Diaego, avec une augmentation de son chiffre d'affaires de +54 %.

## Historique

### Origines
Allied Domecq a été créée en 1994 par le rapprochement du groupe anglais Allied Lyons et de l'espagnol Domecq.
Allied Lyons était elle-même le résultat de la fusion entre Allied Breweries et le groupe J. Lyons and Co..

### Développement
En 2002, Allied Domecq reprend auprès de Diageo la marque Malibu.

### OPAet disparition
Numéro deux mondial des spiritueux au moment de son rachat, Allied Domecq a été approché amicalement par Pernod Ricard, alors numéro trois du secteur. La cible étant trop grosse, et également pour des raisons de concurrence, le groupe français a cherché un groupe partenaire, épousant en cela le même schéma que lors du rachat de Seagram en 2004 (alors Pernod-Ricard avec Diageo).
Le même Diageo s'étant un temps intéressé à Allied Domecq, un accord a été trouvé avec Pernod-Ricard : Diageo renonçait au groupe en échange de quelques rétrocessions, à savoir le whiskey irlandais Bushmills et les vins Montana. Finalement Diageo renoncera à ces derniers.  
D'autres groupes, mais peut-être trop petits et pris de court, n'ont finalement pas surenchéri sur l'offre amicale. C'est le cas de Constellation Brands.
Allied Domecq possédait également des chaînes de restauration rapide de renommée mondiale et une participation dans Britvic, une société britannique de fabrication de boissons gazeuses non-alcoolisées. Ces dernières activités hors alcool seront rapidement vendues par le consortium, ne faisant pas partie du cœur de métier des acquéreurs. 
Quelques marques de spiritueux d'Allied Domecq ont été vendues à d'autres acheteurs, car elles n'intéressaient pas les deux groupes du consortium.

## Portefeuille de marque au moment de l'OPA
Allied Domecq était composé de marques mondiales et de nombreuses marques locales. 
Les activités de restauration rapide comportaient les chaînes suivantes :
- Dunkin Donuts, spécialisée dans les donuts
- Baskin-Robbins, spécialisée dans les glaces
- Togo's, spécialisée dans les sandwichs.

Le consortium a ensuite réparti les marques comme suit :

### Marques acquises par Pernod-Ricard
- Beefeater, gin
- Ballantine's, whisky
- Teachers, whisky
- Laphroaig, whisky pur malt d'Islay
- Courvoisier, cognac
- Canadian Club, whisky
- Kahlúa, liqueur au café
- Malibu, rhum parfumé
- Maker's Mark, bourbon du Kentucky
- Montana Wines, un producteur de vin néo-zélandais
- Mumm, champagne
- Perrier Jouët champagne
- Sauza, tequila
- Stolichnaya, vodka
- Tia Maria, liqueur
- Cockburn's, porto
- Harveys Bristol Cream, sherry

### Marques acquises parFortune Brands
- Sauza tequila
- Courvoisier cognac
- Canadian Club whisky
- Clos du Bois and other Sonoma and Napa wine brands
- Laphroaig malt whisky
- Teacher’s Scotch whisky
- Cockburn port
- Harveys sherries
- Larios gin
- DYC whisky
- Fundador Spanish brandy
- Centenario Spanish brandy
- Kuemmerling German bitters.